# 세계 실내 육상 선수권 대회
세계 실내 육상 선수권 대회(World Athletics Indoor Championships)는 2년마다 열리는 실내 육상 대회이다. 1985년에 프랑스 파리에서 시작되었으며, 세계 육상 연맹이 주관한다. 세계 육상 선수권 대회와는 격년으로 열린다.